# Javier Visiers
Javier Visiers Rodríguez (Madrid, 1942-2024), fue un arquitecto naval español. Se formó en el Reino Unido (en el Southampton College of Technology). Ha sido diseñador, promotor y regatista.  

## Biografía
Desde la adolescencia Javier Visiers navegó en toda clase de embarcaciones a vela antes de convertir su pasión en profesión. Empezó a navegar en vela ligera (clase Snipe) y posteriormente en cruceros. Diseñó y construyó el "Siesta" para participar en la edición de 1985-86 de la vuelta al mundo a vela. Con este velero ganó la regata Transmed en 1984 bajo el nombre de su primer patrocinador, "Téleressources". Ganó también la I Ruta del Descubrimiento ya con el nombre de "Fortuna Lights", con el que participaría en la vuelta al mundo. Volvió a participar en la siguiente edición de la vuelta al mundo con el "Fortuna Extra Lights", el primer Maxi concebido, diseñado y construido en España. El "Fortuna Extra Lights" batió el récord del mundo de velocidad en la segunda etapa, recorriendo en 24 horas 405 millas. 
Además de su participación en éstas y otras regatas, ha diseñado y construido numerosos barcos a vela y a motor. En total cerca de dos mil embarcaciones a vela, tanto modelos en serie como ejemplares únicos, son diseños suyos. Se retiró del mundo de la náutica como profesional en 1993. En los años 1999 y 2000 participó en la vuelta al mundo Millenium Odyssey con el catamarán "Antaviana" acompañado de su esposa Barbara Würth. 

## Diseños de barcos

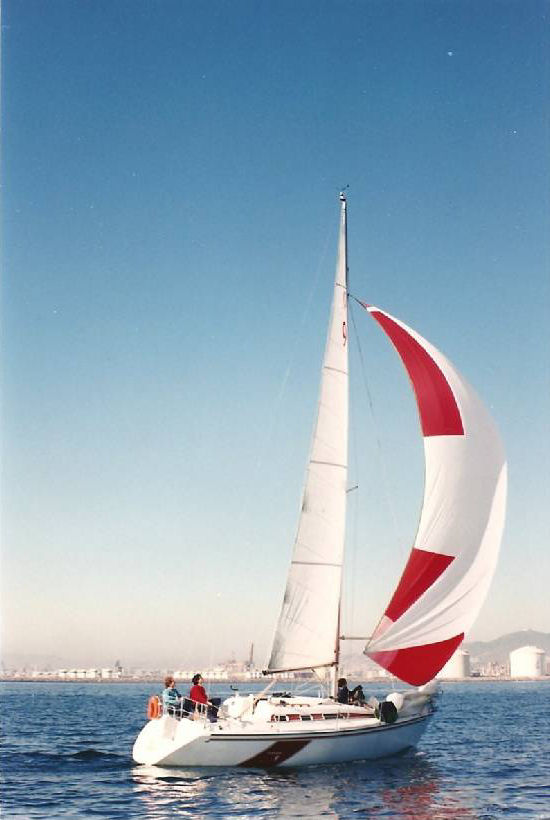
Fortuna 9

Javier Visiers fue director de Manofacturas Mistral (que construyó los modelos Neckar, Alisio y Supermistral), de Playvisa (Coronado, Tornado), de Astilleros Lepanto (modelos Noray) y de Monotipo, SA (Fortuna 9 y Fortuna 12). Estos son algunos de sus diseños: 
| Modelo             | Características                                                                         |
| ------------------ | --------------------------------------------------------------------------------------- |
| Neckar (1970)      | Motor, Serie                                                                            |
| Noray 30           | Motor, Serie                                                                            |
| Noray 31           | Vela, Serie                                                                             |
| Noray 50           | Vela, Serie                                                                             |
| Noray 38           |                                                                                         |
| Noray 43           | Vela, Serie, Ketch y sloop                                                              |
| Granada 35         | Vela, Serie, construido en Dinamarca                                                    |
| Granada 38         | Vela, Serie, construido en Dinamarca                                                    |
| Ibiza 410          | Vela, Serie                                                                             |
| Visiers 35         | Vela, Serie                                                                             |
| Visiers 60         | Vela, Ejemplar único. Bautizado: Siesta. Patrocinadores: Téleressources, Fortuna Lights |
| Visiers 41         | Vela, Ejemplar único                                                                    |
| Garriga 43         | Vela, Ejemplar único                                                                    |
| Visiers 53         | Vela, Ejemplar único                                                                    |
| Visiers 55         | Vela, Ejemplar único                                                                    |
| Visiers 80         | Vela, Ejemplar único. Patrocinador: Fortuna Extra Lights                                |
| Fortuna 9 / Ro 300 | Vela, Serie, más de 250 ejemplares vendidos                                             |
| Fortuna 12 (1989)  | Vela, Serie                                                                             |

## Regatas
Javier Visiers participó en regatas en el Mediterráneo desde su juventud. A lo largo de su carrera ha compaginado el trabajo en el diseño de embarcaciones deportivas con la participación
en todo tipo de regatas, muy frecuentemente a bordo de prototipos diseñados por él. 
Las más importantes han sido: 

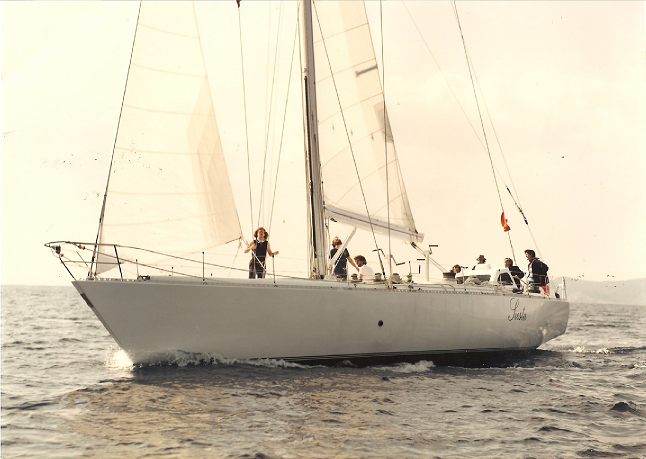
Siesta

- Campeón de España en clase Crucero desde el año 1962 hasta 1970 (ambos incluidos).
- Campeonato del Mediterráneo en clase III (clase Crucero) en

1967. 
- Vencedor en la Regata de la Giraglia en 1967, a bordo del Resaca.
- Parmelia Race 1979 (Plymouth-Capetown, Capetown-Perth), con el Noray 43 Ilusión,[1]
- Caribbean Race 1981 (Cowes, Inglaterra-Las Palmas, España-Antigua, Barbados), con el Visiers 35 Massa.[2]
- Transmed 1984 (La Grande Motte, Francia-Alejandría, Egipto), que ganó en tiempo real y compensado con el Siesta-Téleressources, un diseño suyo concebido para dar la vuelta al mundo.[3]
- I Ruta del descubrimiento 1984 (Benalmádena, España-Santo Domingo), que ganó como diseñador y patrón con el Siesta-Fortuna Lights.
- Whitbread Round the World Race 1984-1985 (Southampton-Ciudad del Cabo-Auckland-Punta del Este-Southampton), con el Siesta-Fortuna Lights.[4]
- Caribbean Race 1987 (Las Palmas de Gran Canaria, España-Barbados), con el Siesta-Fortuna Lights, primero en su clase.
- Whitbread Round the World Race 1989-1990 (Southampton-Capetown-Fremantle-Auckland-Punta del Este-Southampton), como diseñador y director con el Fortuna Extra Lights, primer maxi concebido, diseñado y construido enteramente en España. En la segunda etapa batió el récord del mundo de velocidad de monocascos en 24 horas (405 millas).[5]
- Ruta del Descubrimiento (1992-1993). Diseñador y director del Ketch Fortuna Extra Lights.